# فرمان أوتينا
فرمان أوتينا (بالإندونيسية: Firman Utina)‏، من مواليد 15 ديسمبر 1981 في مانادو في أندونيسيا، لاعب كرة قدم أندونيسي.
بدأ مسيرته الكروية مع نادي برسيتا تانغرانغ في عام 2000، ولعب معهم حتى عام 2004، وفي موسم 2005/2006 انتقل إلى نادي أريما مالانغ، ومنذ عام 2007 وهو يلعب مع نادي برسيتا تانغرانغ.
و قد بدأ باللعب مع منتخب أندونيسيا لكرة القدم في عام 2004.

## روابط خارجية
- فرمان أوتينا على موقع قاعدة بيانات كرة القدم.إي يو (الإنجليزية)
- فرمان أوتينا على موقع ناشيونال فوتبول تيمز (الإنجليزية)
- فرمان أوتينا على موقع Soccerway.com (الإنجليزية)
- فرمان أوتينا على موقع كووورة